# Kälberberg (Unterfranken)
Der Kälberberg ist ein 426 m ü. NHN hoher Berg in der Rhön in Deutschland.
Der Gipfel des bewaldeten Berges liegt im bayerischen Landkreis Bad Kissingen und liegt im gleichnamigen gemeindefreien Gebiet. Die nördlichen Hänge befinden sich in Hessen.
Am Fuße des Kälberberges liegt im Süden die Gemeinde Zeitlofs mit dem Ortsteil Trübenbrunn.